# Ulla Poulsen Skou

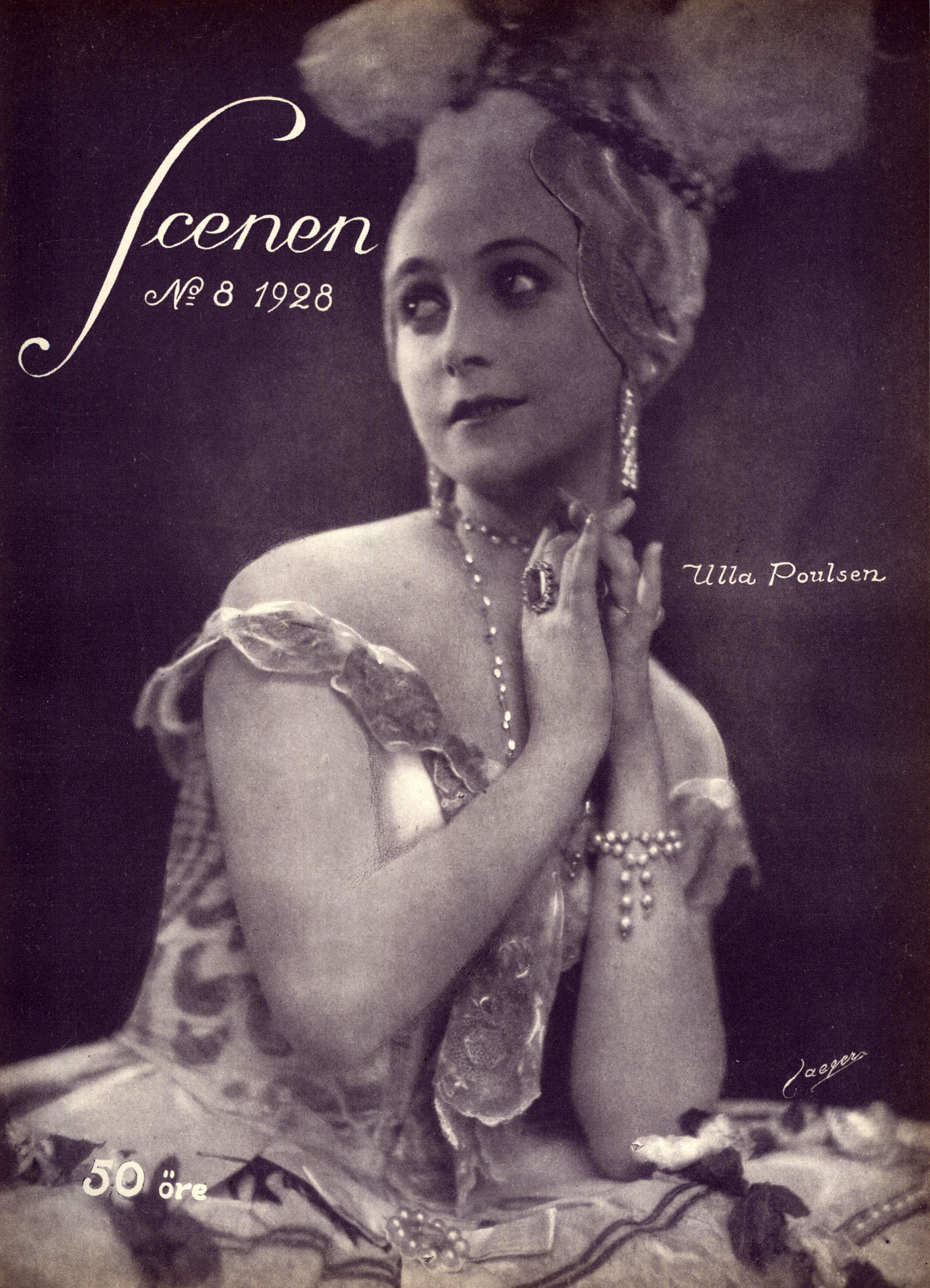
Ulla Poulsen Skou på omslaget till Scenen 1928.

Ulla Britta Poulsen Skou, född Iversen 2 maj 1905, död 18 april 2001, var en dansk skådespelerska och dansare.

## Biografi
Ulla Poulsen Skou var dotter till snickaren Søren Iversen (1863–1940) och Laura Christiane Hansen (1864–1927). Hon blev 1913 elev vid Det Kongelige Teaters balett i Köpenhamn för Hans Beck och Valborg Borchsenius. Hon debuterade 1921 som Agnete i Agnete og Havmanden, och var anställd som dansare på Det Kongelige Teater 1923–1927, samt åter från 1931. Hon var från 1924 även verksam som solodansös. Under perioden 1927–1931 turnerade hon i utlandet och besökte bland annat Sverige. Hon framträdde även som skådespelare.
Hon var i första äktenskapet gift från 1924 med skådespelaren Johannes Poulsen, från 1939 med baron Christian Carl Otto Rosenørn-Lehn (1909–1987) och från 1947 med hotellägaren Helge Nordahl Skou (1903–1988). Tillsammans med Skou drev hon Hotel Phønix i Aalborg.